# Cleonimo
Cleonimo (IV secolo a.C. – III secolo a.C.) è stato un militare spartano, figlio cadetto del re Cleomene II e reggente del nipote Areo I.

## Biografia
Giunto in Italia per combattere al servizio dei tarantini contro romani e lucani, sottomise Corcira, importante nodo per gli equilibri commerciali nel Mediterraneo; nel 302 a.C., una volta deciso lo sbarco sulle coste della Puglia, conquistò la città di Thuriae, ma fu immediatamente ricacciato in mare dal pronto intervento del console Marco Emilio Paolo.
Un'altra versione riportata sempre da Livio afferma che l'esercito romano era condotto dal dittatore Gaio Giunio Bubulco Bruto, e che i greci abbandonarono l'Italia senza combattere all'arrivo dei romani.
Cleonimo, dopo aver doppiato il capo di Brindisi, spinse la flotta verso nord. Venendosi a trovare tra il rischio degli Illiri da un lato dell'Adriatico e l'assenza di porti sul lato litoraneo italico (importuosa Italiae litora), giunse infine sui litora Venetorum. Qui, dopo aver mandato una squadra di avanscoperta, risalì il fiume Medoaco (l'attuale Brenta) fino a raggiungere Padova. Sconfitto dopo le prime razzie dalla juventus patavina ritornò sui propri passi con un quinto dell'esercito, avendo corso il rischio di una completa disfatta.